# Alcaudonio
Alcaudonio (fl. II secolo a.C.) è stato un re arabo nel periodo della guerra civile tra Cesare e Pompeo.

## Biografia
È citato una prima volta dopo la battaglia di Tigranocerta (69 a.C.), quando, con altri re locali, venne ad omaggiare Lucullo, chiedendogli alleanza ed amicizia.
Al tempo della guerra civile tra Cesare e Pompeo, ed in particolare nel periodo della rivolta in Siria di Quinto Cecilio Basso, Alcaudonio, probabilmente anche su sollecitazione dei Parti, corse in soccorso del governatore ribelle, che era assediato in Apamea, riuscendo a sconfiggere e scacciare le legioni di Gaio Antistio Vetere.